# 코믹스 웨이브 필름
코믹스 웨이브 필름(일본어: コミックス・ウェーブ・フィルム)은 일본 도쿄 지요다구에 위치한 일본의 애니메이션 제작 회사 및 배급사이다. 특히 신카이 마코토 감독이 만든 아니메 장편 영화, 단편 영화, 광고가 알려져 있다. 회사는 2007년 3월, 이토추 상사, ASATSU(현재 ADK) 및 여러 기업들이 1998년 설립한 코믹스 웨이브 사에서 분리되며 설립되었다.

## 작품
- 《그녀와 그녀의 고양이》 (1999)
- 《별의 목소리》 (2002)
- 《구름의 저편, 약속의 장소》 (2004)
- 《혹성대괴수 네가돈(惑星大怪獣ネガドン)》 (2005)
- 《별하늘의 기적(星空キセキ)》 (2006)
- 《초속 5센티미터》 (2007)
- 《플랜 제트(プランゼット)》 (2010)
- 《별을 쫓는 아이》 (2011)
- 《누군가의 시선》 (2013)
- 《언어의 정원》 (2013)
- 《Deemo: The Last Recital》- 애니메이션 컷 (2015)
- 《너의 이름은.》 (2016)
- 《날씨의 아이》 (2019)
- 《스즈메의 문단속》 (2022)